# Nga (Mitología siberiana)
Entre las personas nenet de Siberia, Nga fue el dios de la muerte, así como uno de los dos demiurgos o dioses supremos.
Según una historia, el mundo amenaza con derrumbarse sobre sí mismo. Para tratar de detener este cataclismo un chamán solicitó el asesoramiento del demiurgo. El chamán se aconsejó a los viajes por debajo de la tierra, al dominio Nga y le invocan. El chamán obedeció y se casó con la hija de Nga. Después de ese momento comenzó a apoyar al mundo en la mano y se hizo conocido como "El viejo de la Tierra". En otro mito, el chamán y Nga crean el mundo, colaborando y también compiten entre sí - el mito es un ejemplo de la cosmología dualista.